# ماريان إيدلمان
ماريان رايت إيدلمان (بالإنجليزية: Marian Wright Edelman)‏ هي ناشطة حقوق طفل أمريكية، والمؤسس والمدير التنفيذي لصندوق الدفاع عن الأطفال. تخرجت إيدلمان من جامعة ييل وبدأت حياتها الوظيفية في ستينيات القرن العشرين، ثم انتقلت بعدها إلى واشنطن لتدير حملة الشعبية التي شنها مارتن لوثر كينغ للدفاع عن الفقراء قبل وفاته.